# Bradley Gouveris
Bradley "Brad" Gouveris, né le 8 février 1998 à Port Elizabeth, est un coureur cycliste sud-africain.

## Palmarès sur route
- 2016
  - Daily Dispatch Cycle Tour
- 2017
  - Makro Bestmed Cycle Tour
- 2018
  - Tour the Eastern Cape[1]
- 2019
  - Timbercity Cycle Tour[2]
  - Lorraine Cycle Tour[3]
  - Free State Cycle Tour[4]
- 2020
  -  Champion d'Afrique du Sud du critérium espoirs
  - 3e du championnat d'Afrique du Sud sur route espoirs

## Palmarès sur piste

### Championnats d'Afrique
- Le Caire 2025
  -  Médaillé d'or de la poursuite par équipes
  -  Médaillé d'or du scratch
  -  Médaillé d'or de l'omnium

### Championnats nationaux
- 2017
  -  Champion d'Afrique du Sud de poursuite par équipes (avec Joshua van Wyk, Gert Fouche et Jean Spies)